# Пископи
Пископи (грч. Επισκοπή, Епископи) је насељено место у општини Александрија у периферији Средишња Македонија, Грчка. Према попису из 2021. године било је 387 становника.
Према бугарском географу и историчару, Василу Канчову, у Пископију је 1900. године живело 250 Словена хришћана. Почетком 20. века село је изложено процесу хеленизације, чије је становништво било двојезично.